# Kinémacolor
 (octobre 2022).
Le Kinémacolor est un procédé cinématographique mis au point en 1906 par George Albert Smith et Charles Urban en Angleterre, qui formèrent en décembre 1909 une société à ce nom. Elle fait faillite en 1914, après avoir connu un certain succès, notamment à Paris.

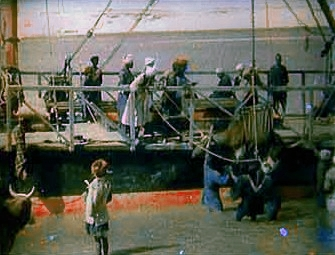
Plan dUn rêve en couleur de George Albert Smith (1911).

## Historique
Le brevet décrivait une caméra dont l'obturateur contenait un filtre rouge orangé et bleu vert, de façon à donner à l'image de la couleur : une fois sur deux, l'image était rouge orangé, l'autre fois, elle était bleu vert. L'enchaînement des images donnait l'impression de couleur au film. Le projecteur était muni du même obturateur pour permettre une bonne projection. Pour que les spectateurs aient une impression de couleur cohérente il fallait que la vitesse des images soit de 32 images par seconde, or, les films consommaient à cette époque entre 16 et 20 images par seconde, d'où un procédé gourmand en pellicule.
Le premier film mis au point par Smith est A Visit to the Seaside (1908) qui se déroule à Brighton. En janvier 1911, est commercialisé Un rêve en couleur.
À Paris en 1913, Charles Urban fait construire le Théâtre Édouard VII qui est d'abord une salle de cinéma utilisant le Kinémacolor.